# 치킨 리퍼블릭
치킨 리퍼블릭(Chicken Republic)은 데지 아키냔주가 세운 나이지리아의 치킨 매장으로 2004년 라고스에 1호점을 설립했다. 본사는 라고스에 위치하며 라고스에 매장 40곳, 나이지리아 전국에 매장 190곳을 두고 있으며 또한 가나에도 매장이 있다. CEO는 코피 아부누다.